# دکارت، اندره-لوار
دکارت، اندره-لوار (به فرانسوی: Descartes) یک کمون در فرانسه است که در Canton of Descartes واقع شده‌است.

## خصوصیات
دکارت ۳۸٫۰۸ کیلومترمربع مساحت و ۳٬۸۱۷ نفر جمعیت دارد.